# Gert Vlok Nel
Gert Vlok Nel (Beaufort-Wes, 1963) is een Zuid-Afrikaans dichter en zanger. Hij studeerde Engels, Afrikaans en geschiedenis aan de Universiteit van Stellenbosch en werkte daarna als gids, barman en bewaker. Hij publiceerde slechts 1 bundel, die hem bekend maakte. Om te lewe is onnatuurlik bevat een aantal persoonlijke gedichten, waarvoor hij de Ingrid Jonkerprijs kreeg.
Gert Vlok Nel is in Nederland vooral bekend door de documentaire van Walter Stokman Beautiful in Beaufort-Wes, uitgezonden door de NPS op 9 mei 2006. Zijn CD Beaufort-Wes se beautiful woorde is in 2006, samen met bovengenoemde documentaire, uitgegeven in Nederland. Hierdoor en door de positieve recensies in onder andere de Volkskrant en columns van Frits Abrahams en Martin Bril geniet Gert Vlok Nel in Nederland een zekere bekendheid. Gert Vlok Nel toerde in theaterseizoenen 2006-2009 langs kleine en grote(re) Nederlandse theater- en concertzalen. In 2011 (Tropentheater, A’dam) en 2013 (Theater a/h Spui, Den Haag) was hij een van de hoofdacts op het Festival voor het Afrikaans. De muziek is ingetogen, melancholiek, beklemmend en erg beeldend. Ook het Afrikaanse taalgebruik draagt, althans voor de Nederlandstalige luisteraar, bij aan de sfeer van de liedjes.
Gerrit Komrij nam niet minder dan 8 van Vlok Nel's gedichten op in zijn gedichtenbundel De Afrikaanse poëzie in 1000 en enige gedichten.
Begin oktober 2007 verscheen een Nederlandse editie van Nel's dichtbundel, met de originele Afrikaanse teksten én een Nederlandse vertaling. De Zuid-Afrikaanse dichteres Antjie Krog schreef er een voorwoord bij. Eerder omschreef zij de taal van Vlok Nel als "een metafoor voor oneindige kwetsbaarheid, verlatenheid en hoop – ook al komt het leven als een bijl uit de nacht op je af."
In 2013 verscheen het album Onherroeplik. In 2018 trad Gert Vlok Nel op in een aantal Nederlandse theaters, waaronder het Beauforthuis in Austerlitz, LantarenVenster in Rotterdam en Theaters Tilburg. '

## Discografie

### Albums
| Album met eventuele hitnotering(en) in de Nederlandse Album Top 100 | Datum van verschijnen | Datum van binnenkomst | Hoogste positie | Aantal weken | Opmerkingen |
| ------------------------------------------------------------------- | --------------------- | --------------------- | --------------- | ------------ | ----------- |
| Beaufort-Wes se beautiful woorde                                    | 2006                  | 21-10-2006            | 59              | 8            |             |
| Onherroepelijk                                                      | 2012                  | 24-11-2012            | 100             | 1*           |             |